# Shireen Mitchell
Shireen Mitchell és una emprenedora, autora, analista tecnològica i estratega de la diversitat nord-americana. Va fundar Digital Sisters/Sistas, Inc., la primera organització dedicada a posar dones i noies de color a Internet i Stop Online Violence Against Women (SOVAW), un projecte que aborda lleis i polítiques per oferir protecció a les dones quan són a Internet.

## Carrera
Shireen Mitchell va començar a dissenyar sistemes de taulers d'anuncis i llocs pel protocol gopher abans de l'arribada dels llocs web. Va ser l'administradora web de PoliticallyBlack.com, un lloc que es va vendre a Netivation (NTVN) una gran empresa de mitjans de comunicació la transacció de la qual a finals dels anys noranta es faria pública.
Mitchell va formar la primera empresa de gestió web de dones de color el 1997, Mitchell Holden Group (MHG). Després va fundar Digital Sisters/Sistas el 1999, primer com a lloc web i més tard com a organització de defensa i formació que se centra en la tecnologia, els nous mitjans i la diversitat. Digital Sisters va ser la primera organització creada específicament per ajudar les dones i les noies de color a entrar en el camp STEM i utilitzar la tecnologia a la seva vida diària.
El 2010, va formar Tech Media Swirl LLC, una empresa d'estratègia social digital centrada en estratègies de mitjans integrades per arribar a diverses comunitats. El 2013, va fundar Stop Online Violence Against Women (SOVAW). El projecte destaca diverses veus de dones, i en particular, de dones de color. El 5 d'octubre de 2020, Mitchell va ser nomenada una de les 25 membres del "Real Facebook Oversight Board", un grup de seguiment independent de Facebook.

## Honors i premis
- Eelan Media, les 100 persones negres més influents a les xarxes digitals/socials,[6] 2014
- DC Inno, Top Ten Influencers in Social Media,[7] 2012
- Fast Company Most Influential Women in Tech,[8] 2010
- Washingtonian's Tech Titans,[9] 2009
- The Root, 100 líders afroamericans d'excel·lència,[10] 2009

## Obres publicades
- Gaining Daily Access to Science and Technology, 50 Ways to Improve Women's Lives.  Inner Ocean Publishing, 21 juny 2007. ISBN 978-1-930722-45-3.